# Скорупський Юрій Олександрович

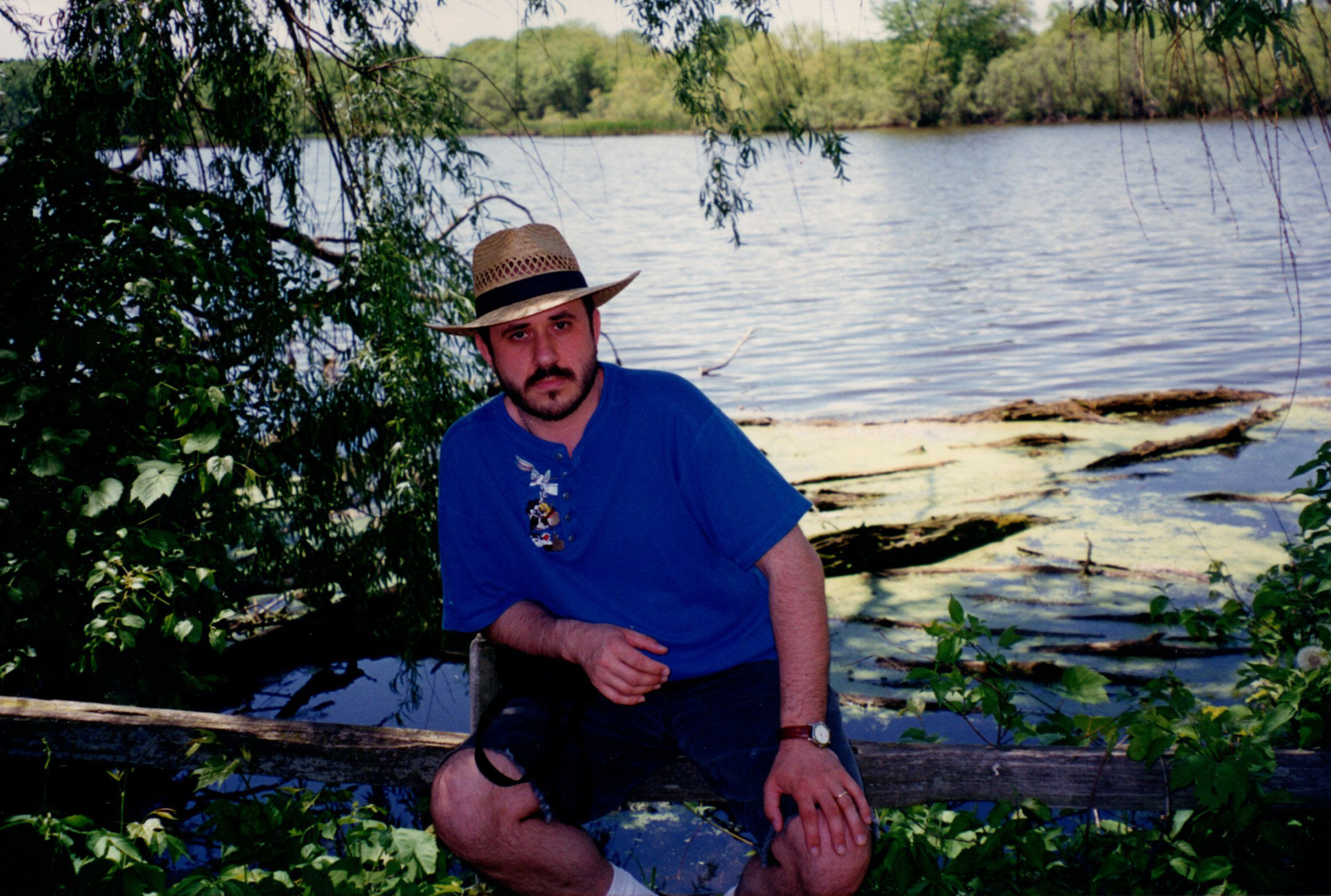
Юрій Скорупський біля водойми

Юрій Олександрович Скорупський (англ. Yuri Skorupsky; нар. 13 травня 1965, м. Рава-Руська, Львівська область) — українсько-американський художник, монументаліст. Чоловік Еріки-Марти Комоні. 
Почесний член Національної спілки художників України (2002), Національного Союзу художників Америки, Коаліції художників міста Чикаго (1994), Асоціації художників олійного та акрилового живопису (2000). Засновник та президент Товариства художників «Доля» (1987, м. Рава-Руська; 1991, м. Чикаго).

## Життєпис
Юрій Скорупський народився 13 травня 1965 року в місті Раві-Руській на Львівщині.
1984 року закінчив Янівське художнє училище; 1987-го — Московський державний інститут культури; 1991-го — Львівський державний інститут декоративного та прикладного мистецтва (викладачі з фаху Михайло Ткаченко, Петро Кравченко, Юрій Скандаков). 1989 року під час навчання у згаданому виші він разом з арт-групою «Доля» обмінювався досвідом в Університеті Вісконсину в Медісоні (США).
1991 року емігрував до США, де донині живе та працює у Чикаго. Допомагає матеріально і творчо українським митцям.

## Творчість
З кінця 1980-х  років брав участь у більше 70 колективних та 20 персональних виставках, які проводилися в Україні, Європі та США. Окремі міжнародні виставки в Чикаго, Нью-Йорку (2003, зокрема на Art Expo New York), Лос-Анджелесi, Сан-Франциско (2002), Осінньому салоні в Парижі. Малює краєвиди в стилі імпресіонізму.
Серед головних творів:
- живопис — «Поле квітів» (2003), «Зима. Замерзла ріка» (2004), «Рапсодія теплого вечора. Водяні лілії» (2005, подарунок для Національного музею у Львові з нагоди 100-ліття від часу заснування), «Гори зимою» (2008), «Ранок» (2008), «Червоний кардинал в королівстві деревію», «Квіти у вазі» (2007), «Поле золотої пшениці», «Літній день» (2008), «Зима в Колорадо», «Снігова зима», «Взимку в Україні», «Відлига», «Зимовий краєвид», «Самотність», «Зима в старому селі в Україні», «Макові поля»[1];
- розписав церкву Непорочного Зачаття Святої Діви Марії УГКЦ (м. Палос-Парк, США)[3];
- реставрував фрески в кіотах та деякі дерев'яні різьблені предмети церковного начиння для богослужіння, створив сюжети «Христос у Гефсиманському саду» та «Воскресіння дочок Іоіра» для православної церкви Святої Трійці в Чикаго[3][5].

Окремі роботи зберігаються у фондах Українського національного музею та Українського інституту модерного мистецтва в Чикаго, Національному художньому музеї України в Києві, Національному музеї у Львові імені Андрея Шептицького, Львівській національній галереї мистецтв імені Бориса Возницького, Музеї образотворчого мистецтва в Рава-Руській; у приватних збірках Джорджа Буша, а також України, Естонії, Польщі, Чехії, Німеччини, Канади, Великобританії та США. Про творчість митця опубліковані публікації у виданнях «Образотворче мистецтво», «American Art Review» та «Southwest Art».

## Нагороди
- звання «Майстер — золоті руки» за роботи в художній різьбі по дереві та розписи[1][2][3];
- ім'я художника занесено в Енциклопедичний довідник видатних професіоналів США, національний американський довідник «Who is Who»[1][3].

## Галерея

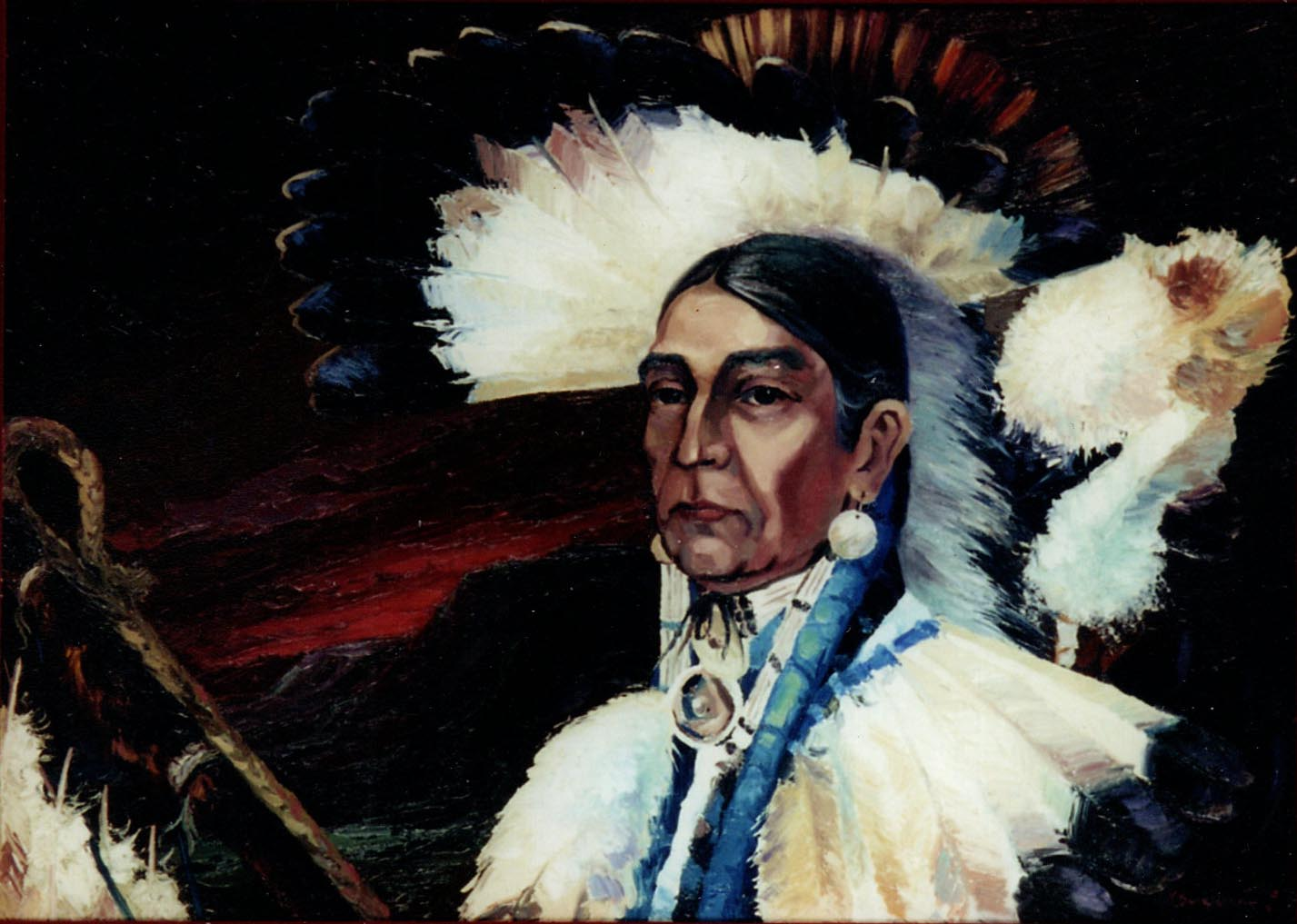
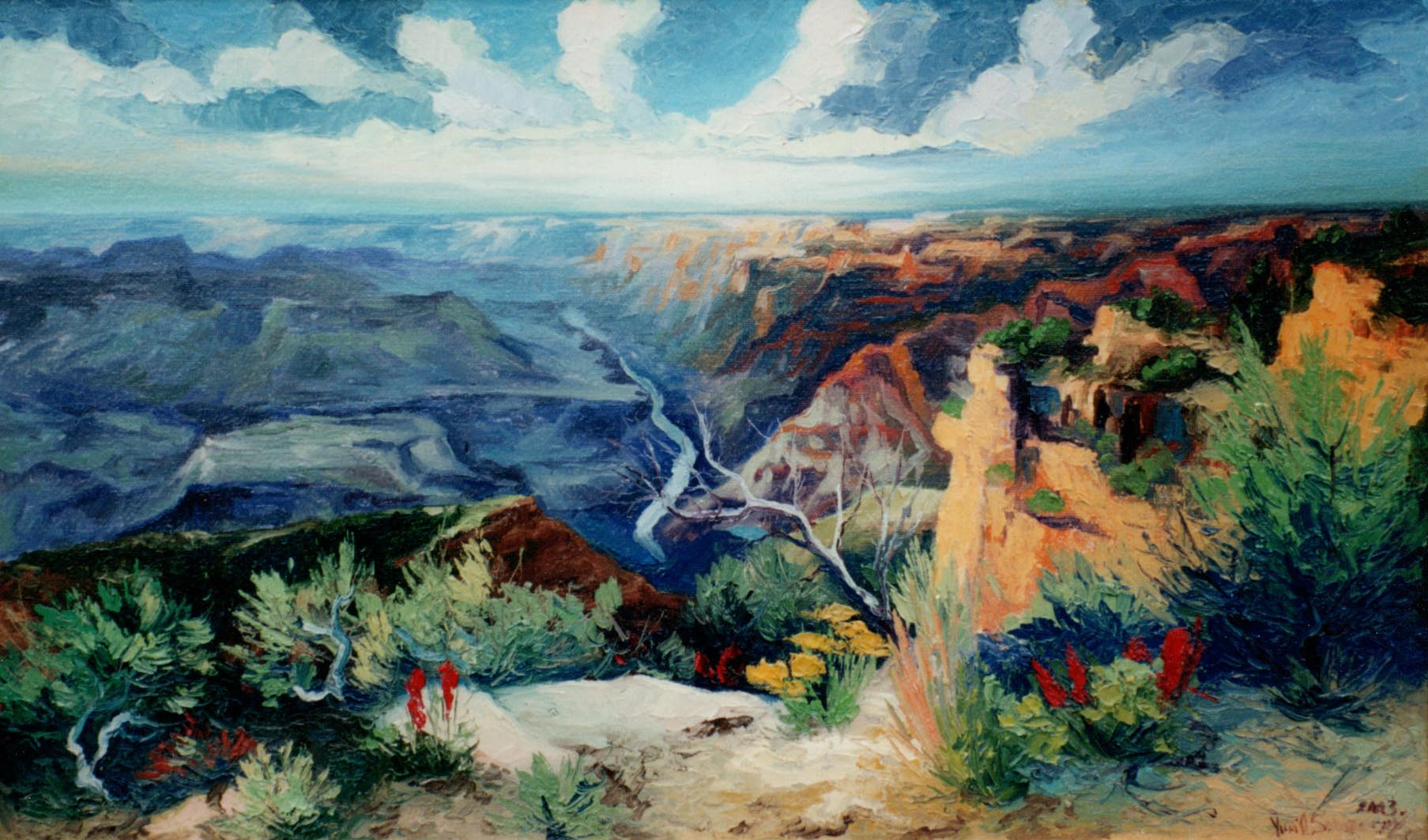
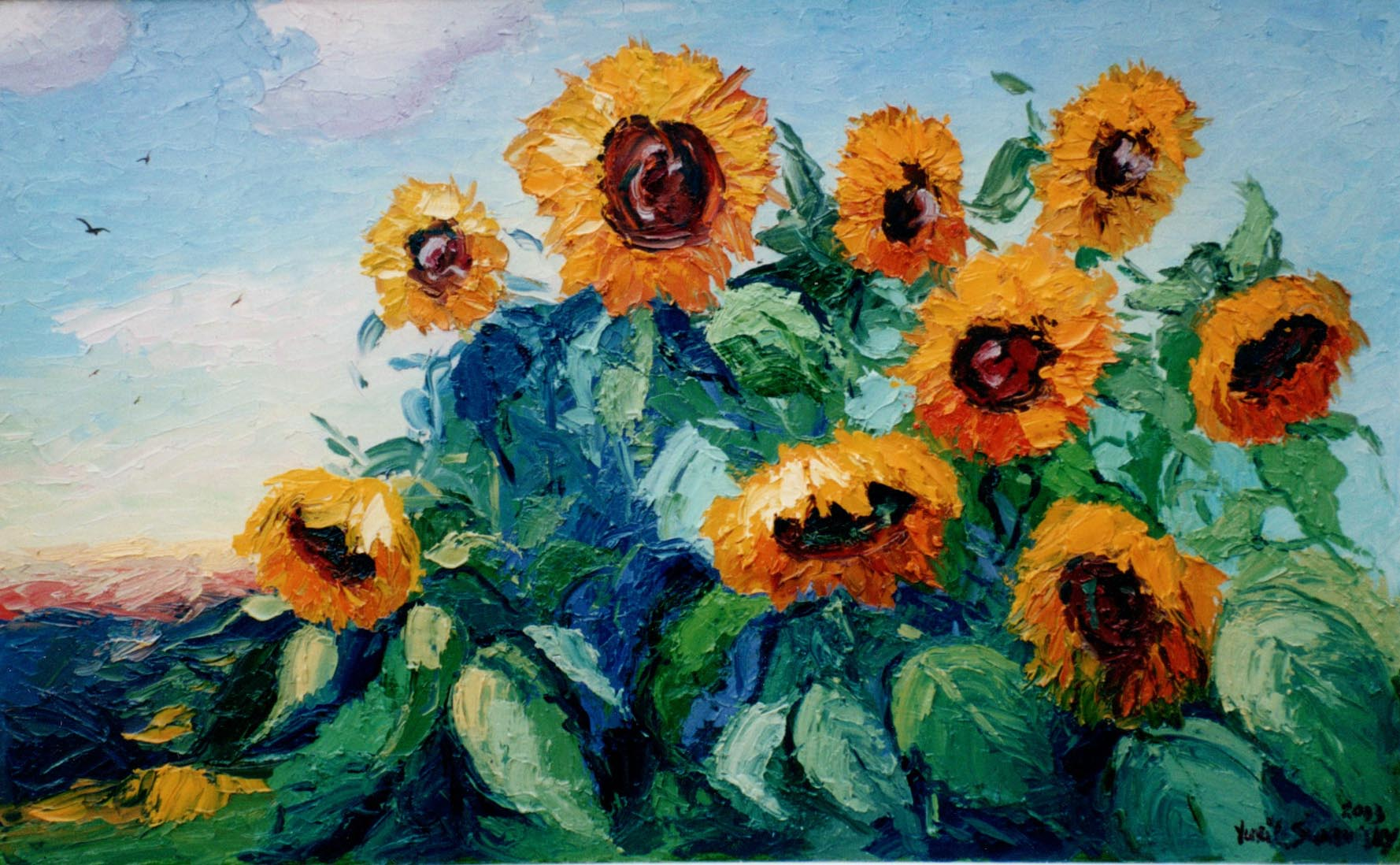
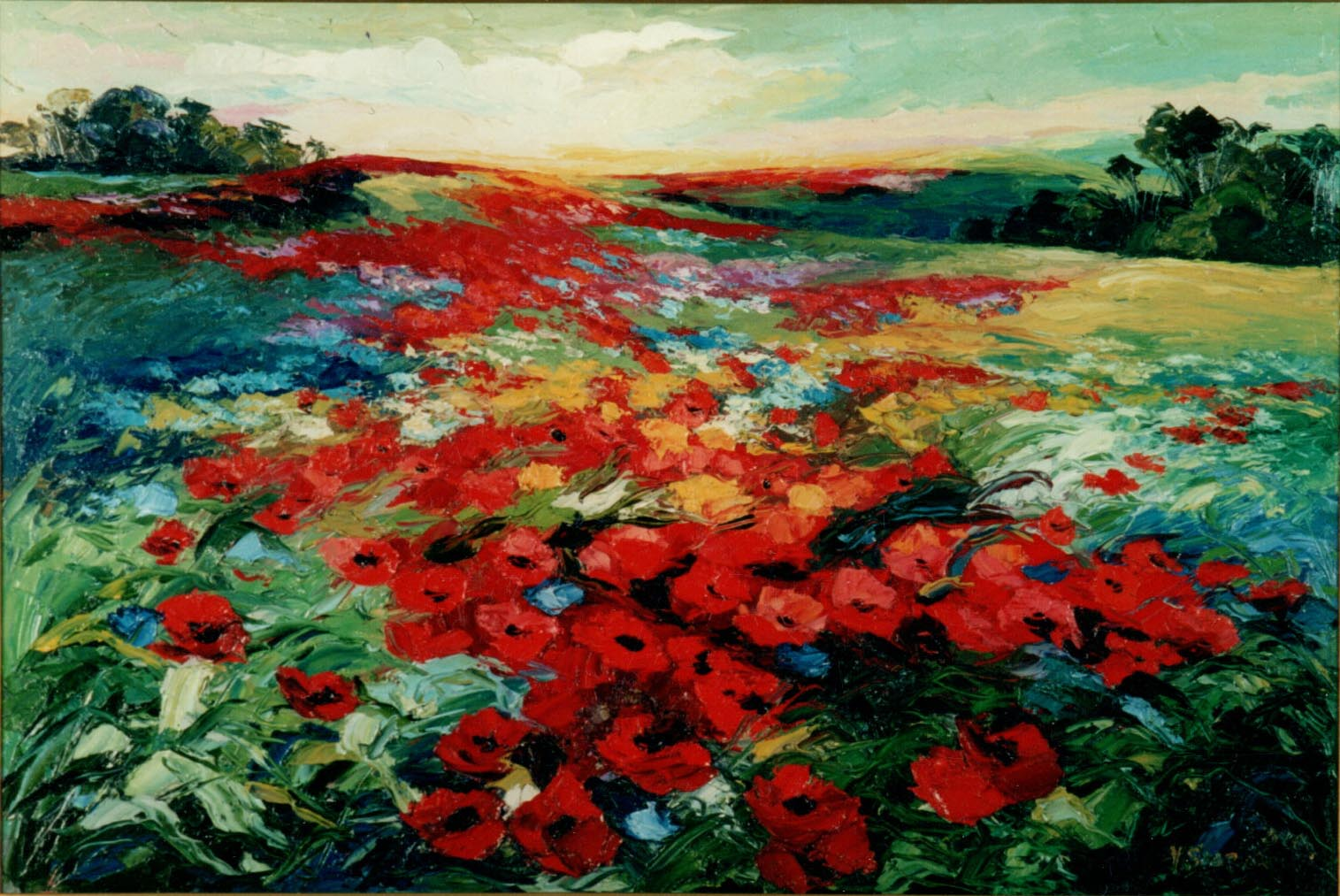
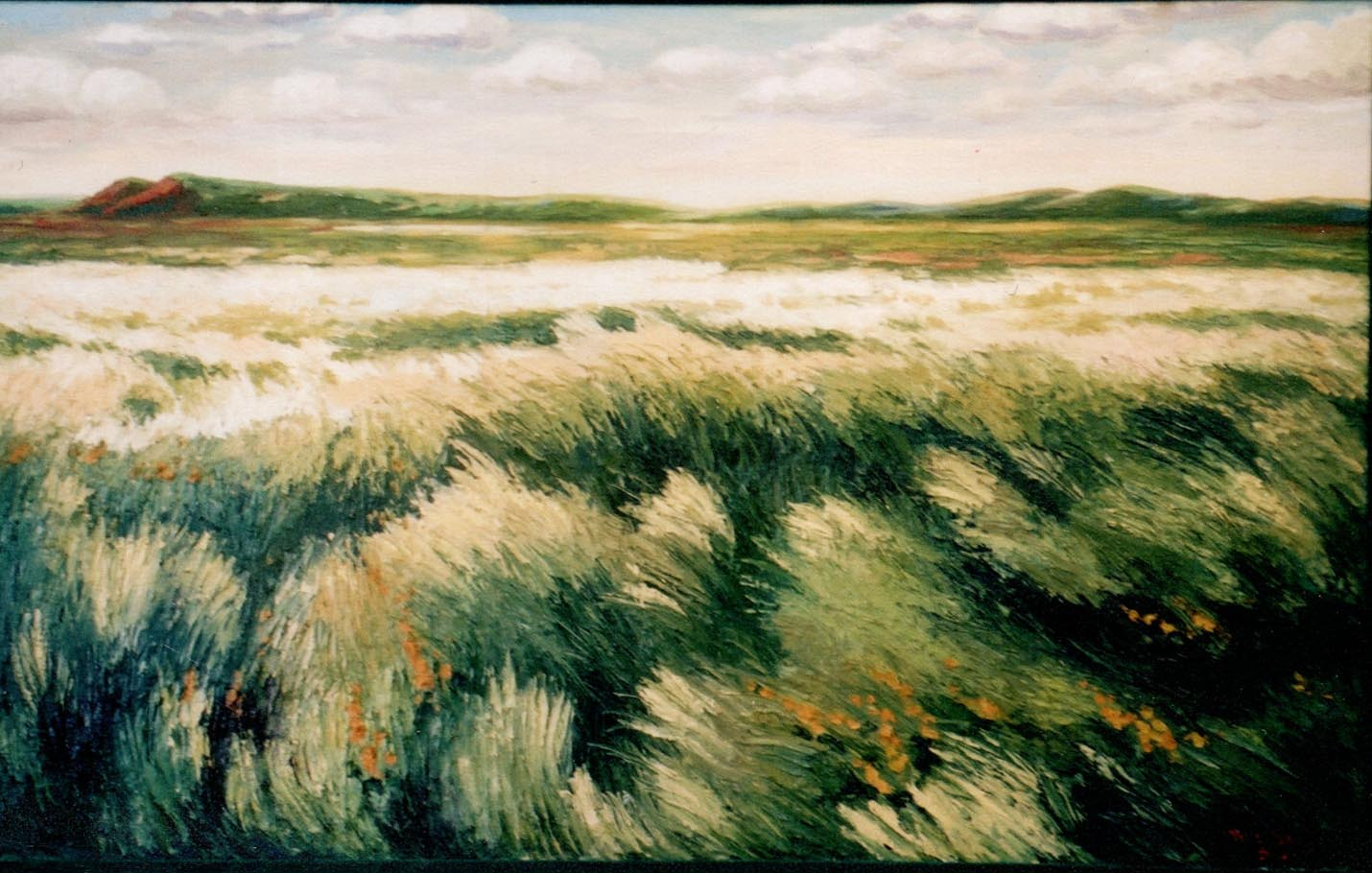
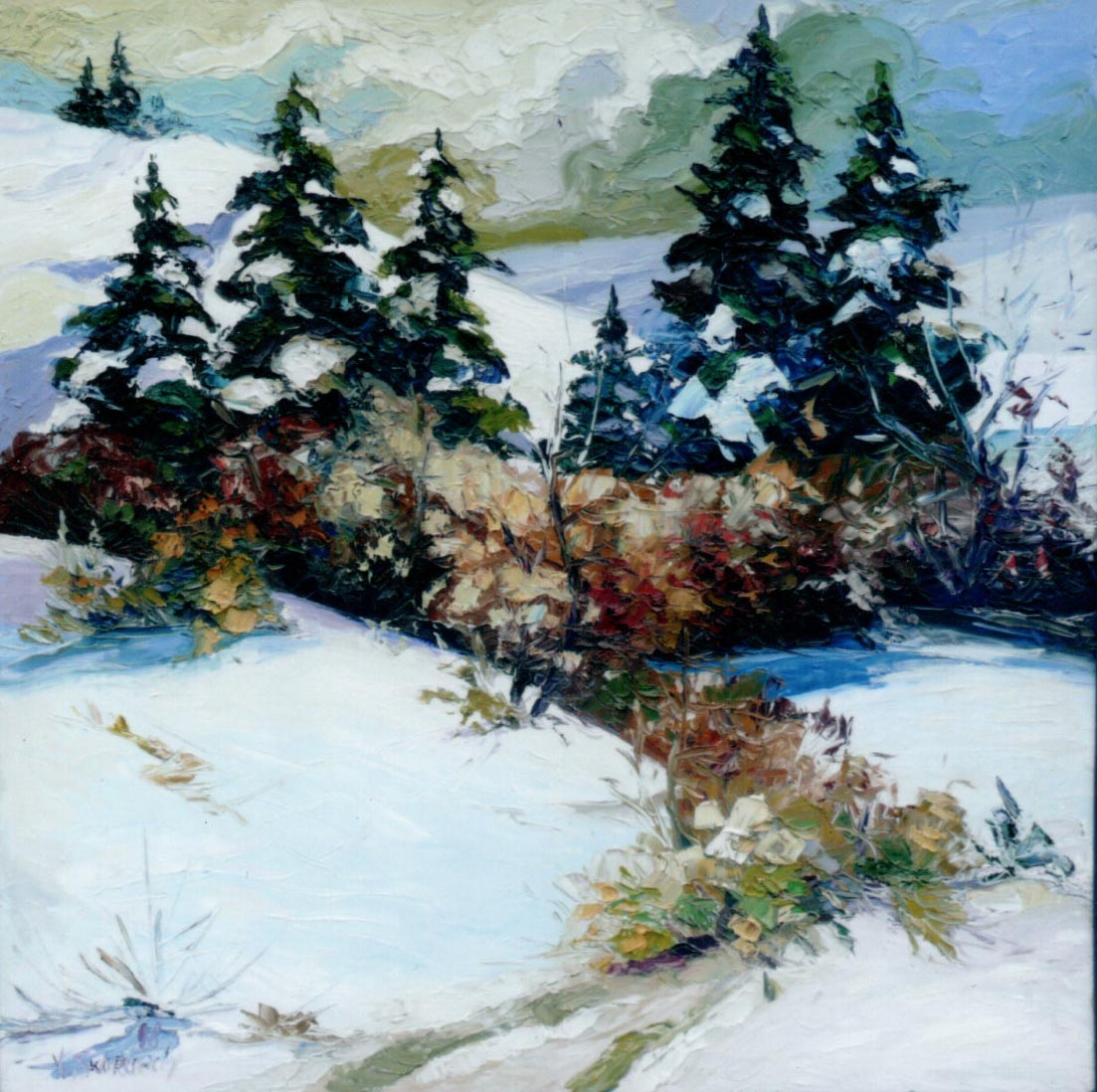
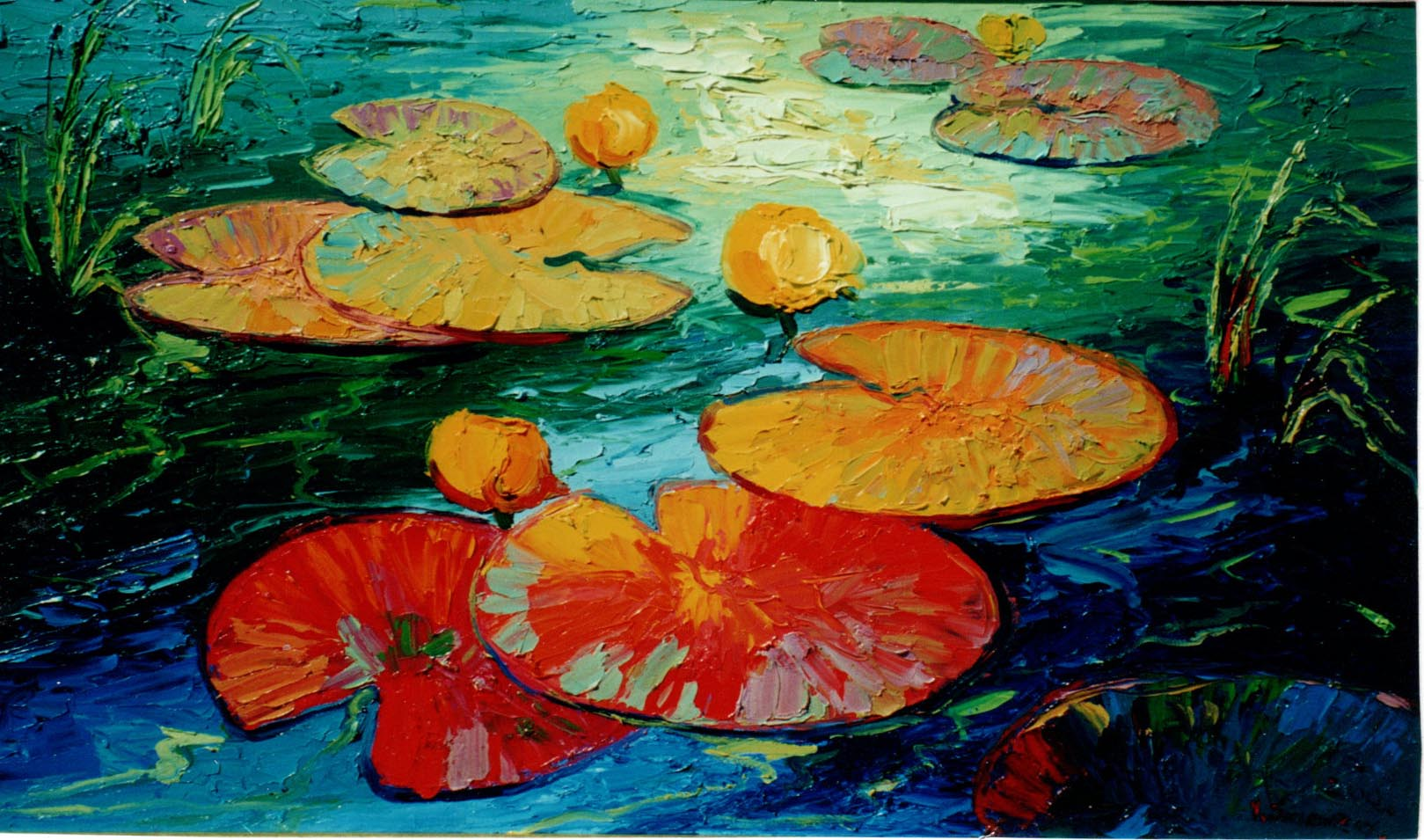
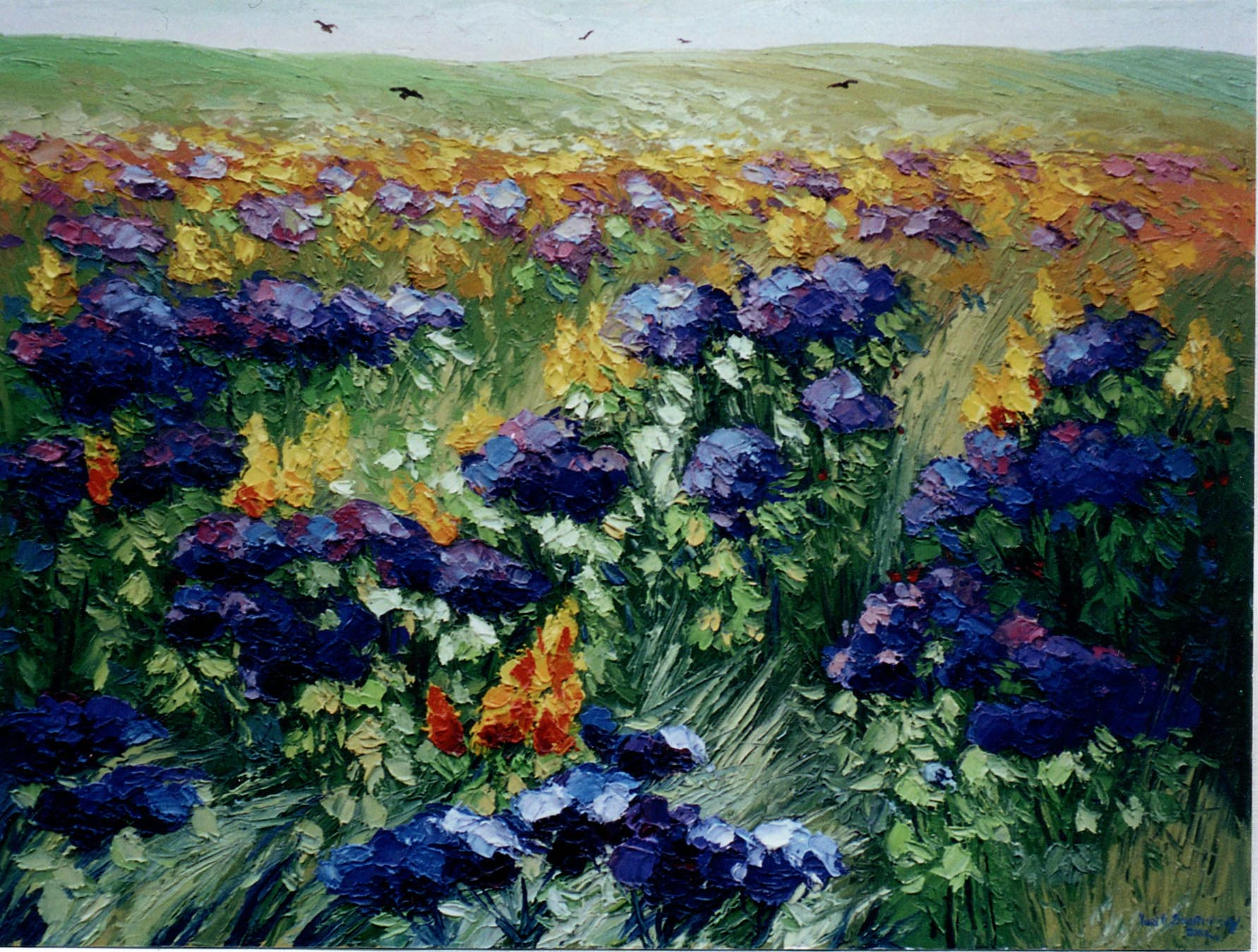
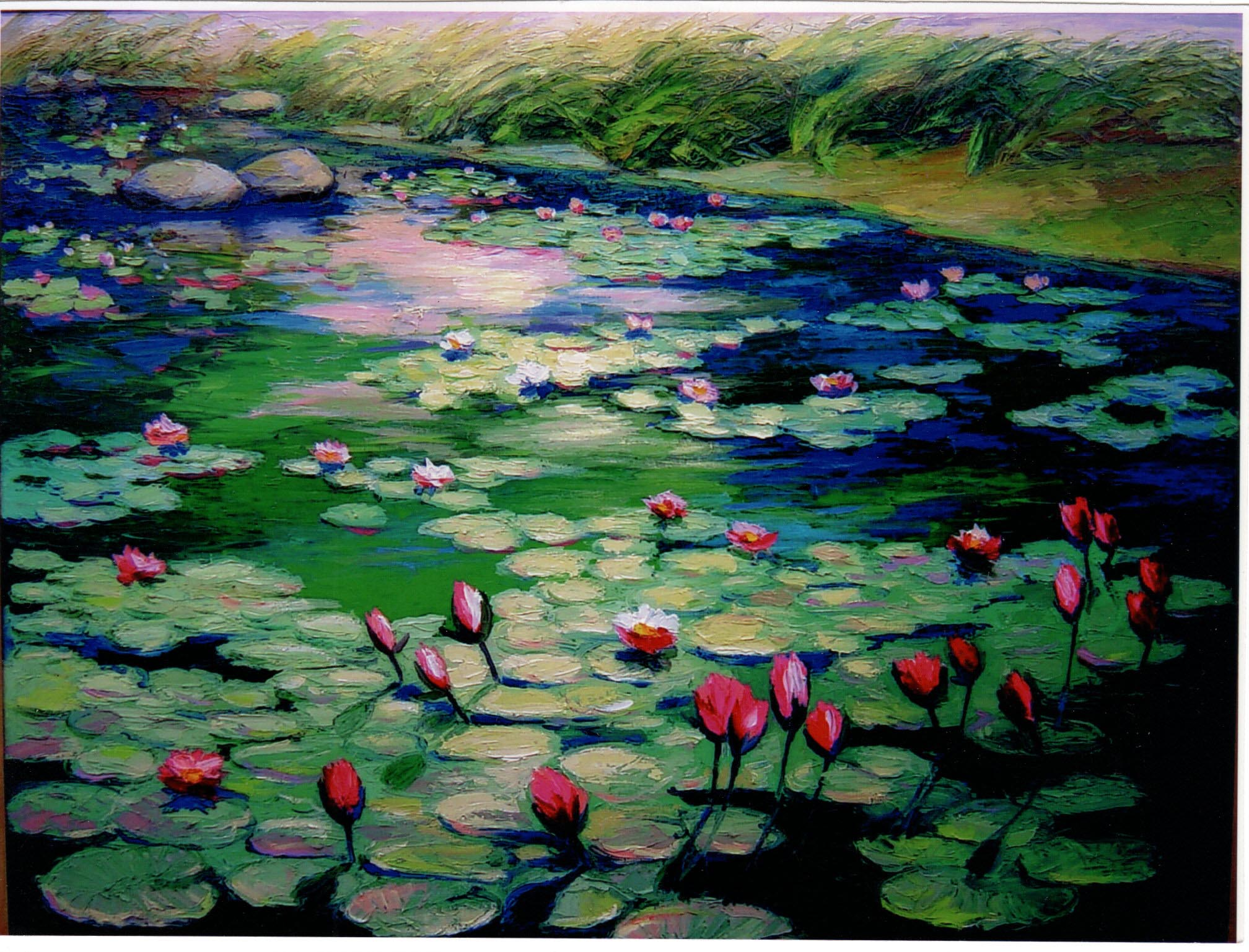
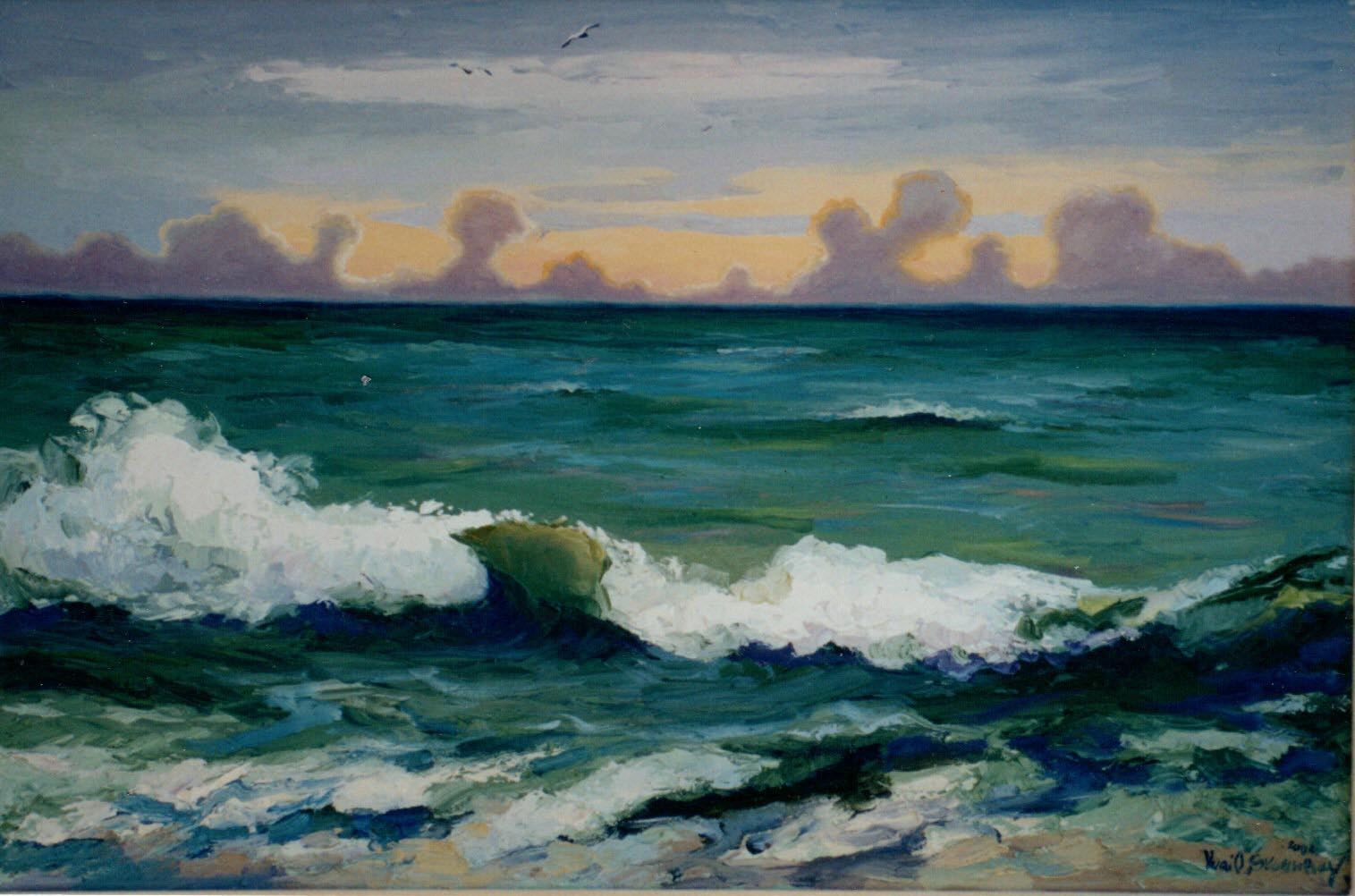
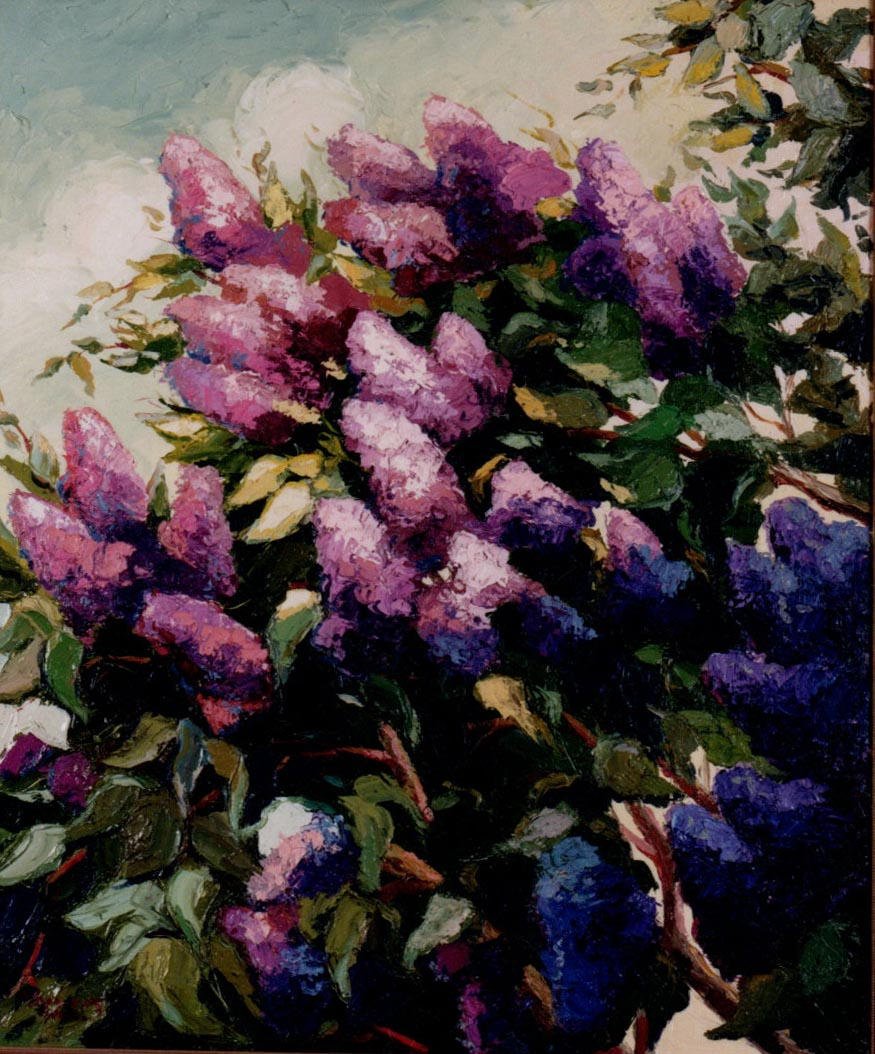
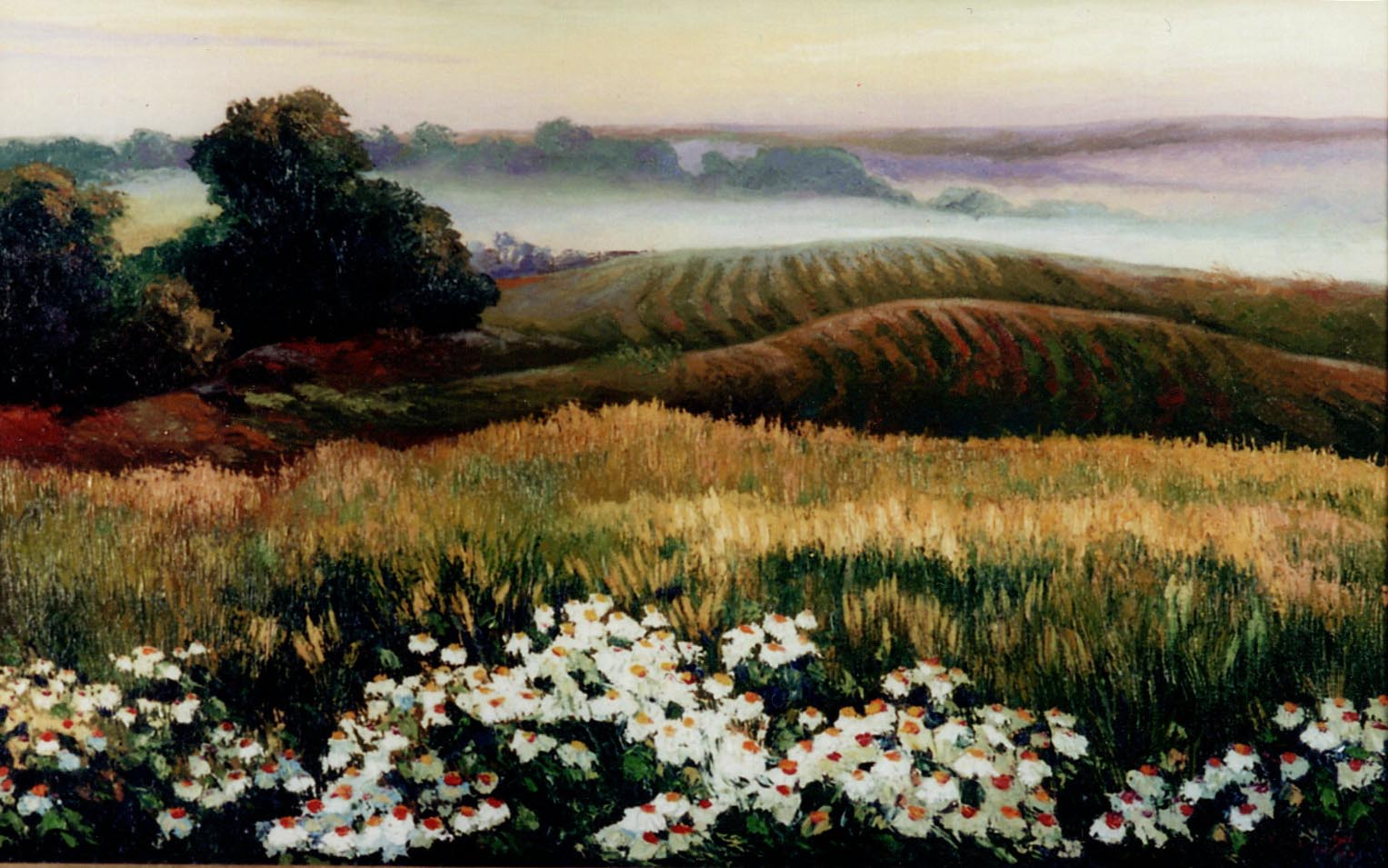
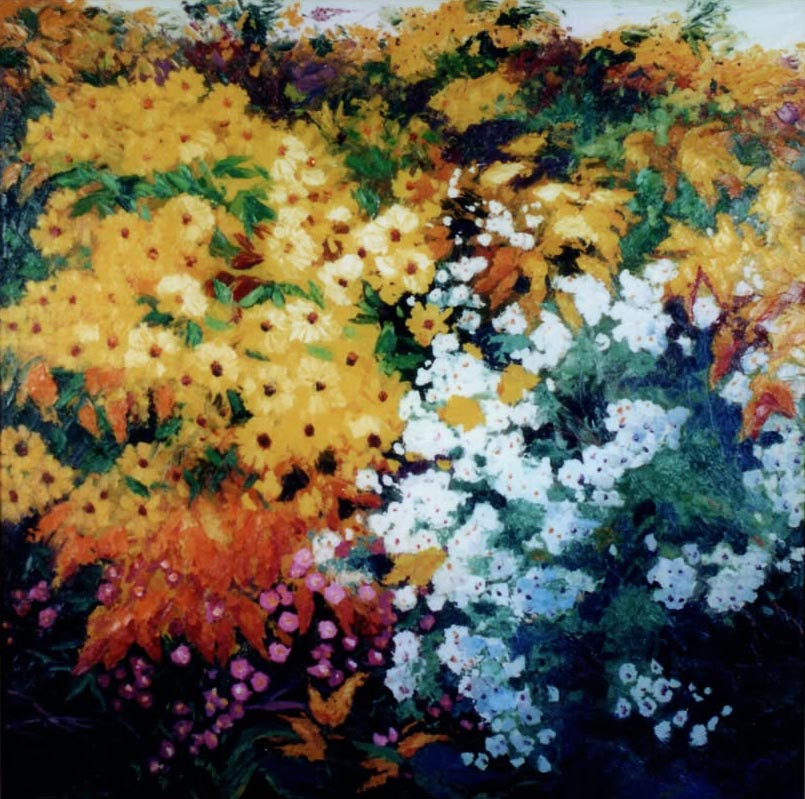
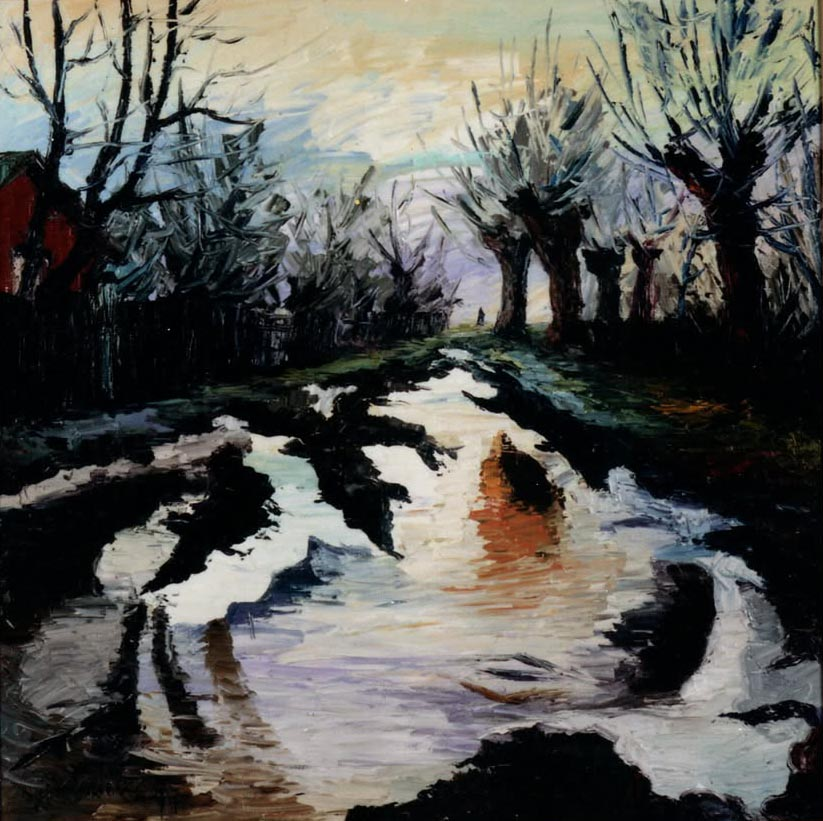

### Окремі видання
- Detroit Biegas Gallery; Каталог виставки, 3 листопада — 13 грудня 1996.
- Українське об'єднання художників «Доля», Західноамериканське турне, Чикаго, Каталог виставок, 1993.
- Міжнародний журнал «Middfest», Міддлтаун, штат Огайо, каталог виставки, 1993.
- Міннеаполіс, Медісон, Чикаго, каталог виставок, 1991—1992.
- Yuri Skorupsky // Art Exhibition: Orizzonti: Ukraine Contemporary Art / Khrystyna Berehovska. — Lviv : Apriori, 2023. — С. 98—99.